# Guffert
Der Guffert ist ein 2194 m ü. A. hoher, isoliert aufragender Kalkstock in den Brandenberger Alpen (Rofan), der zusammen mit dem Guffertstein einen Doppelgipfel bildet. Er liegt nördlich von Steinberg am Rofan in Tirol. Da er das im Norden gelegene Mangfallgebirge um über 300 Meter überragt, ist der markante Doppelgipfel aus dem Voralpenland, vom Tegernsee und den Bayerischen Voralpen gut zu erkennen.
Der Guffert ist ein vielbesuchter Berg und lässt sich in einer Tagestour bewältigen. Vom Talort Steinberg bis zum Gipfel sind es etwa 1200 Höhenmeter, dafür sind rund drei Gehstunden zu veranschlagen. Der Gipfelanstieg von Süden her ist steil, der Sonne ausgesetzt und im oberen Bereich felsig. Schöner, aber anspruchsvoller ist der Anstieg von der Nordseite, dieser ist an einer kritischen Stelle mit Drahtseilen und Stahlstufen gesichert. Dort beträgt die reine Gehzeit (wegen der Umrundung der Basis im Uhrzeigersinn) fast vier Stunden. Für den geübten Bergsteiger ist der Guffert eine sehr lohnende Tour.
Vom Gipfel reicht der Ausblick über die Bayerischen Voralpen, das Rofangebirge, das Wettersteingebirge und das Karwendel bis in die östlichen Zentralalpen zwischen Stubaier Alpen und Hohen Tauern sowie zum Kaisergebirge im Osten.
Nach dem Berg ist die nördlich des Berges, jenseits des Schneidjochs, gelegene Gufferthütte (ehemals Ludwig-Aschenbrenner-Hütte) benannt.

## Bilder

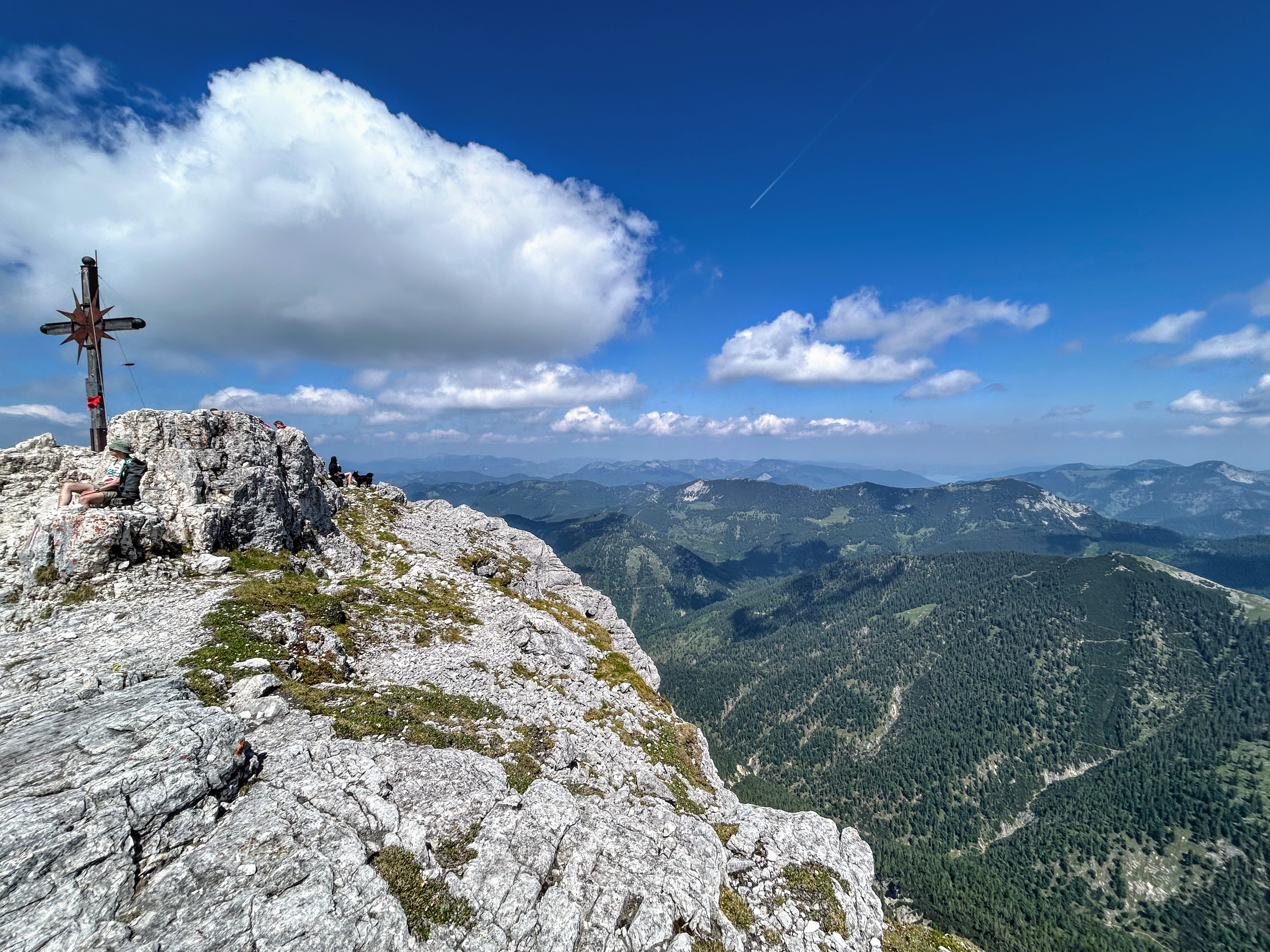
Guffert Gipfel mit Kreuz
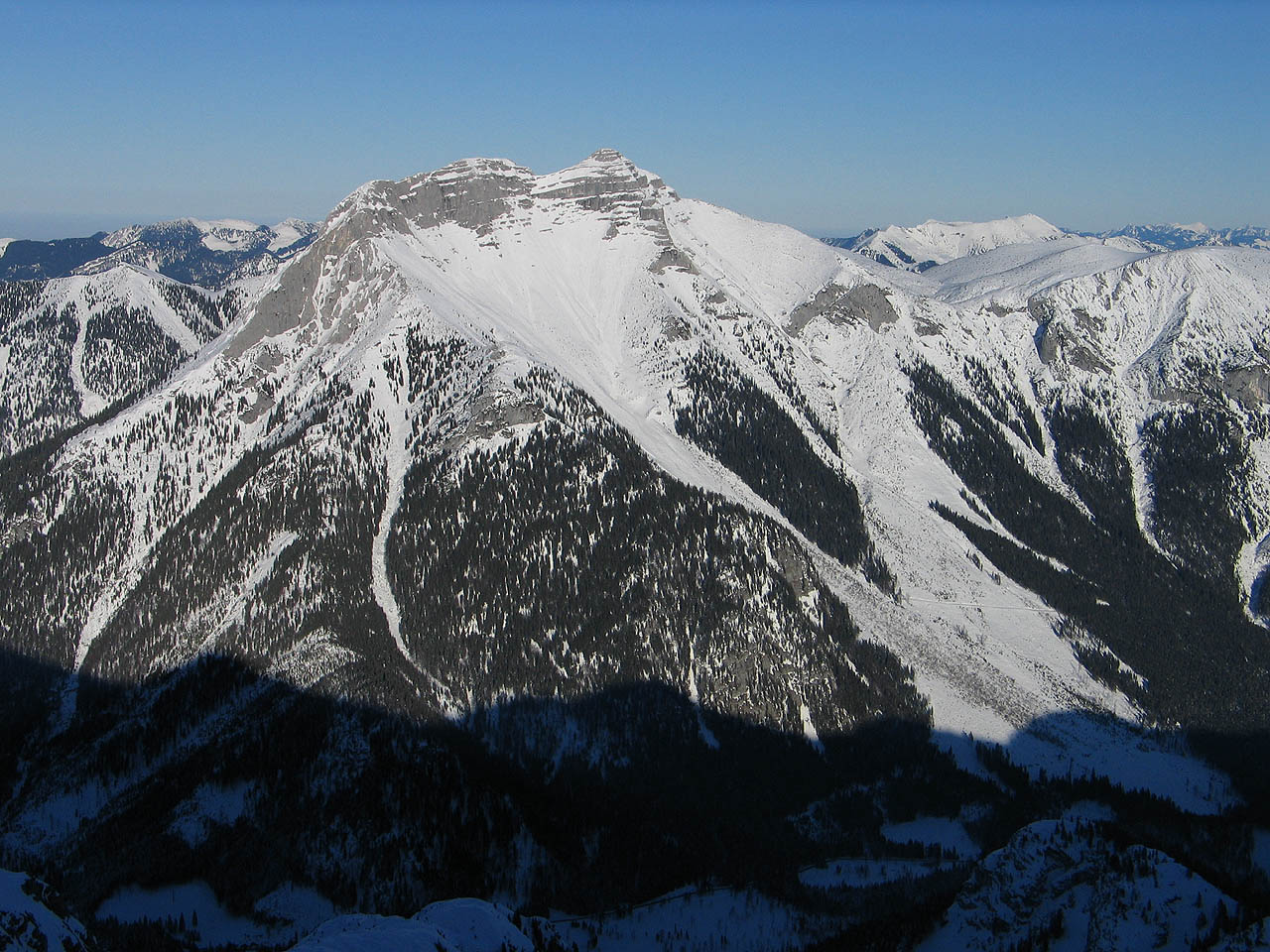
Der Guffert von Südwesten (vom Vorderunnütz)
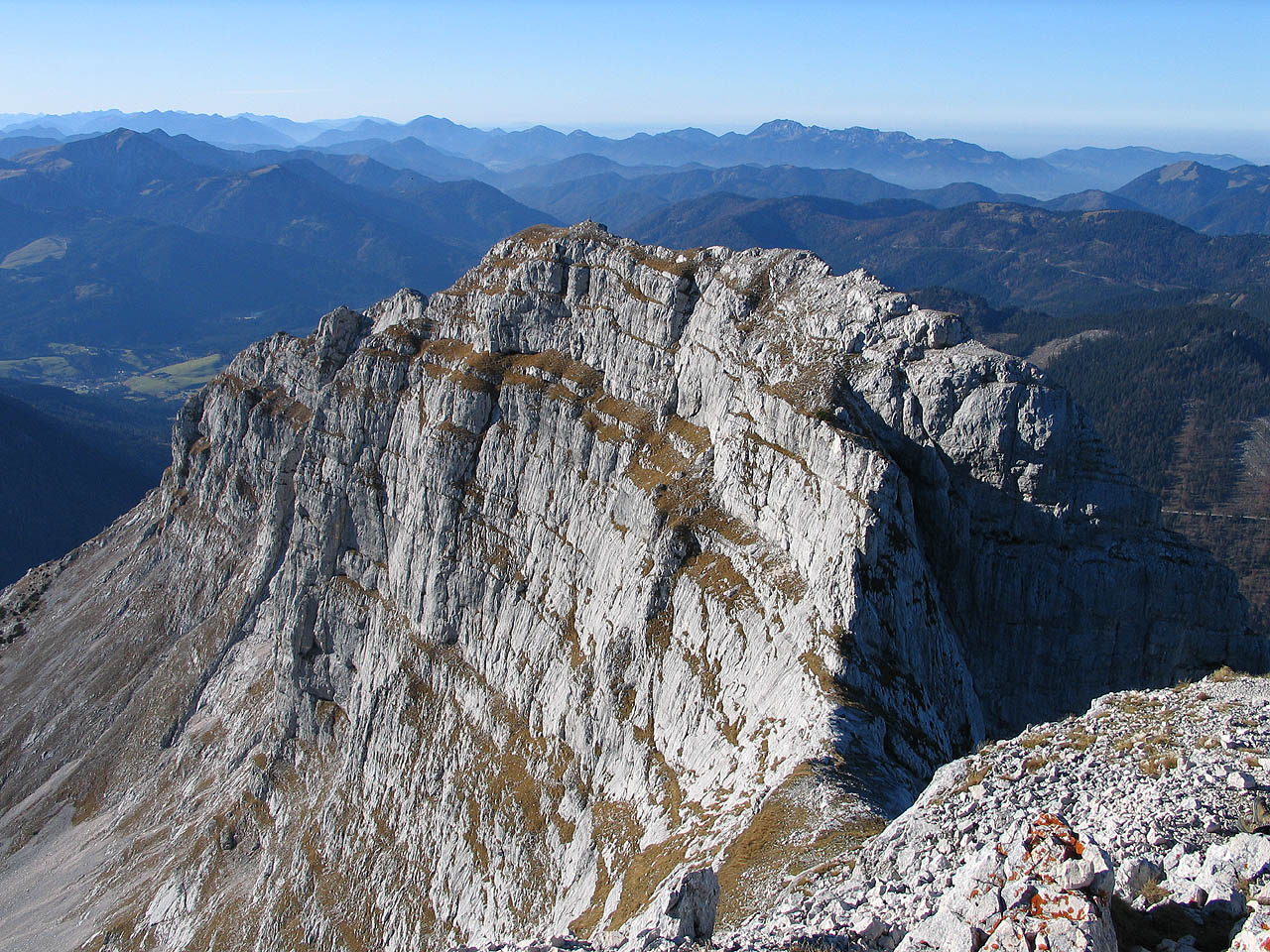
Westgipfel vom Hauptgipfel gesehen
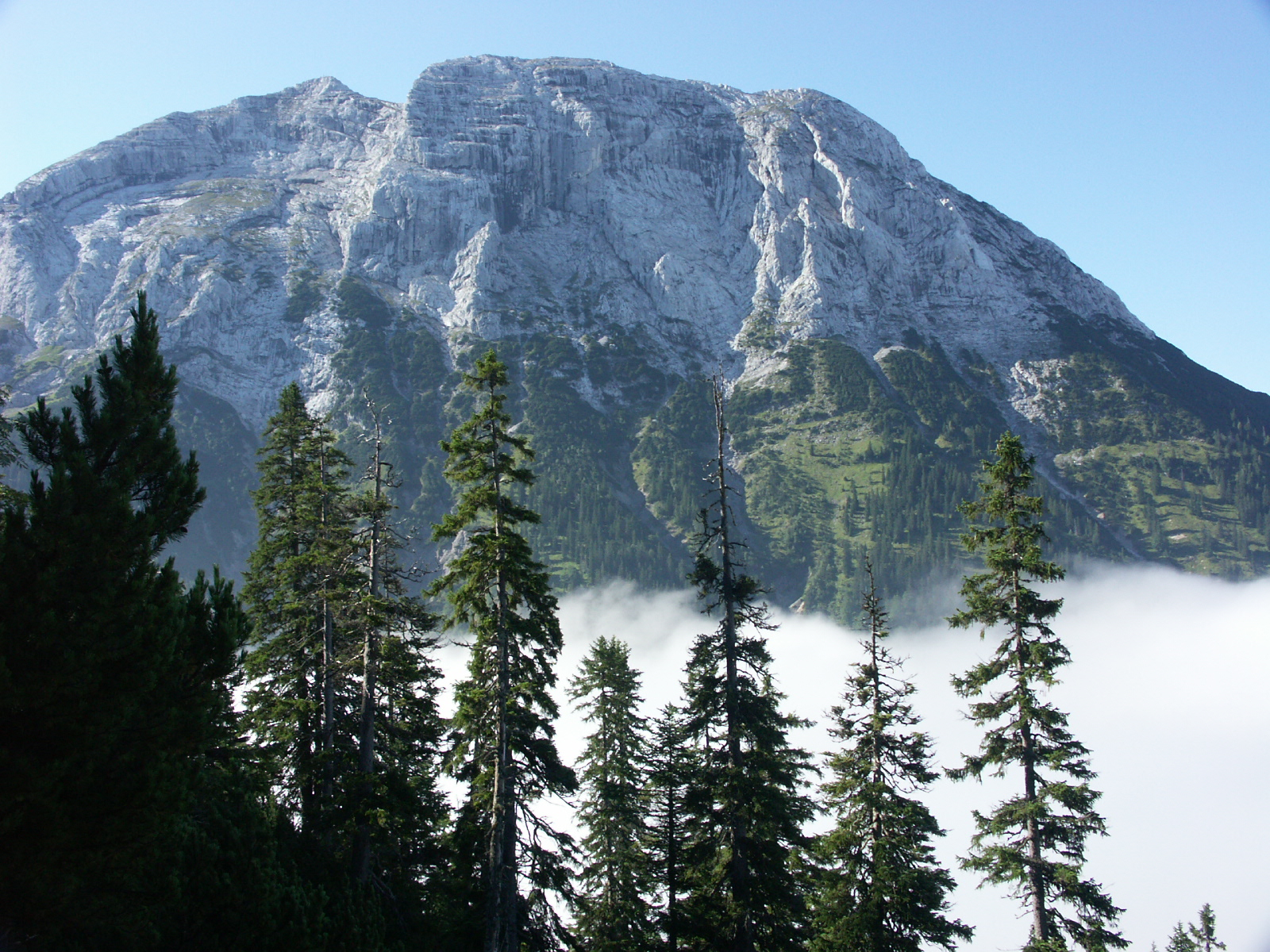
Guffert-Nordseite
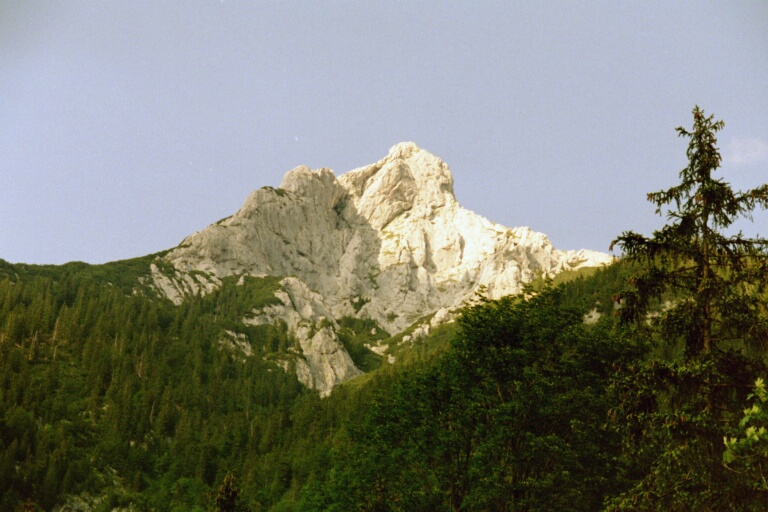
Die „unfreundliche“ Westseite des Guffert
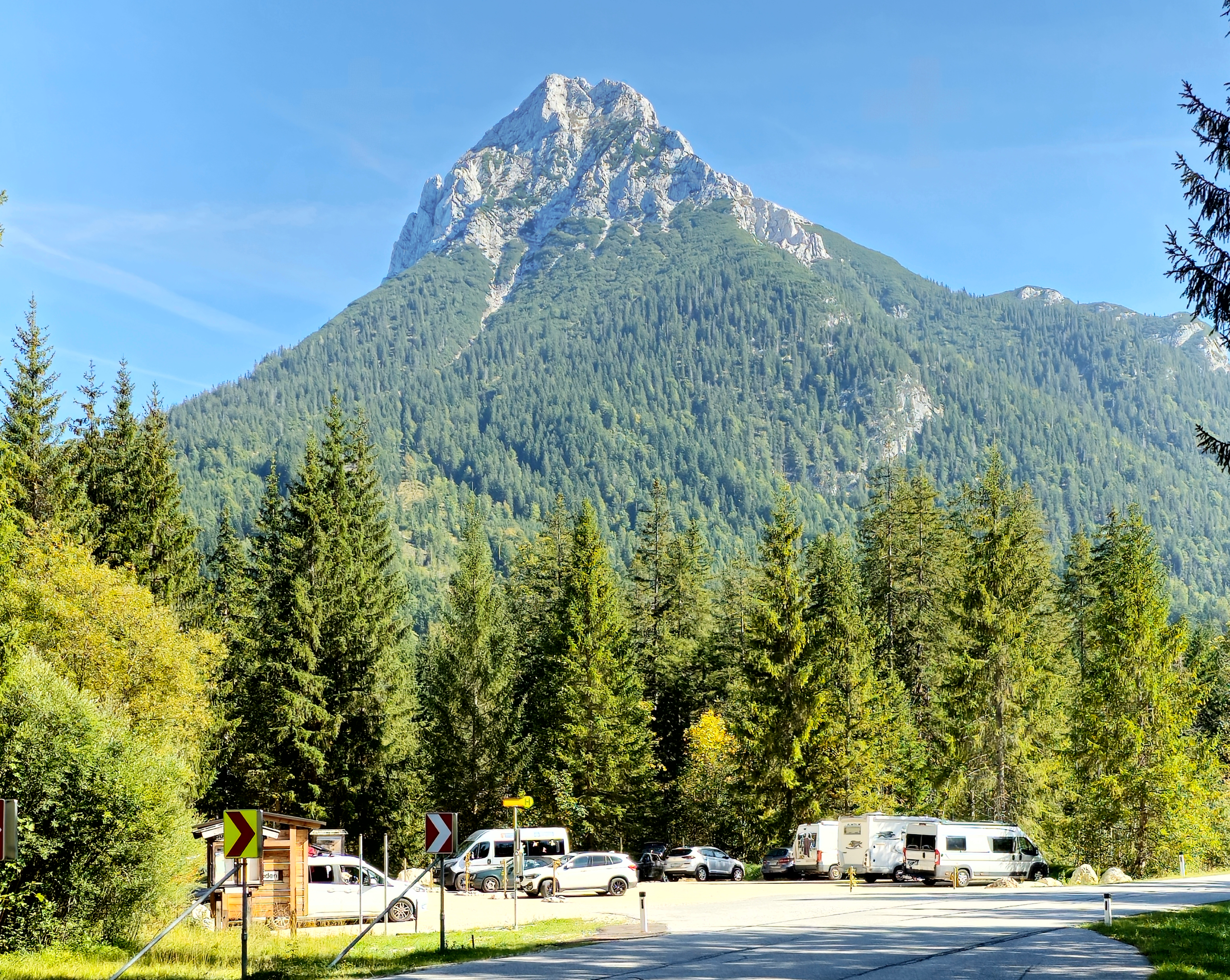
Der Guffert aus dem mittleren Ampelsbachtal, von Nordwesten